# Ortonormált rendszer
A lineáris algebrában és a funkcionálanalízisben egy ortogonális rendszer skalárszorzatos vektortérben értelmezhető. Vektorok egy halmaza ortogonális rendszer, ha páronkénti skalárszorzatuk nulla. Ha ehhez még a rendszerben minden vektor normája egy, akkor a rendszer ortonormált. 

## Definíció
Egy {\displaystyle V} skalárszorzatos vektortér egy {\displaystyle M} részhalmaza ortogonális rendszer, ha:
- {\displaystyle M}-ben bármely két különböző vektor ortogonális egymásra: {\displaystyle \forall v,w\in M:v\neq w\Rightarrow \langle v,w\rangle =0}
- A halmaz nem tartalmazza a nullvektort.

Itt {\displaystyle \langle v,w\rangle } a {\displaystyle V} téren értelmezett skalárszorzat.
Továbbá, ha {\displaystyle M}-ben minden vektor normált, vagyis {\displaystyle \forall v\in M:\langle v,v\rangle =1}, akkor {\displaystyle M} ortonormált rendszer.

## Tulajdonságok
- Az ortogonális rendszerek lineárisan függetlenek.
- Szeparábilis Hilbert-terekben, például véges dimenziós Hilbert-terekben a Gram–Schmidt ortogonalizációval minden lineárisan független rendszerből ortogonális rendszer, ebből normálással ortonormált rendszer kapható. Ugyanezzel az eljárással Schauder-bázisból ortogonális bázis, illetve ortonormált bázis kapható.
- Egy {\displaystyle M} ortonormált rendszerre teljesül a Bessel-egyenlőtlenség:
{\displaystyle \sum _{e\in M}|\langle x,\,e\rangle |^{2}\leq \|x\|^{2}\quad \forall ~x\in V.}
- Minden {\displaystyle x\in V} esetén legfeljebb megszámlálható sok {\displaystyle e\in M} van, amire {\displaystyle \langle x,e\rangle \neq 0}.

## Példák
- {\displaystyle \mathbb {R} ^{n}} a standard skalárszorzattal: a standard bázis ortonormált rendszer.
- {\displaystyle L^{2}([0,2\pi ])}-ben a {\displaystyle (a,b)\mapsto \int _{0}^{1}ab} a {\displaystyle \cos(kx)} függvények ortogonális rendszert alkotnak.
- {\displaystyle \ell ^{2}} a {\displaystyle (a,b)\mapsto \sum a_{n}b_{n}} skalárszorzattal: az {\displaystyle (0,\cdots ,0,1,0,\cdots )} sorozatok ortogonális rendszert alkotnak.
- A legfeljebb ötödfokú polinomok {\displaystyle {\mathcal {P}}^{5}([0,1])} terében az {\displaystyle (a,b)\mapsto \int _{0}^{1}ab} skalárszorzattal: az {\displaystyle x\mapsto 1} és {\displaystyle x\mapsto x-{\frac {1}{2}}} függvények ortogonális rendszert alkotnak.

## Fordítás
Ez a szócikk részben vagy egészben  az   Orthogonalsystem című német Wikipédia-szócikk fordításán alapul.  Az eredeti cikk szerkesztőit annak laptörténete sorolja fel. Ez a jelzés csupán a megfogalmazás eredetét és a szerzői jogokat jelzi, nem szolgál a cikkben szereplő információk forrásmegjelöléseként.